# Sporagra
Sporagra es un subgénero del género de aves fringílidas Spinus (o género separado, según algunos autores). Sus especies habitan bosques, valles, estepas, y matorrales de altura en regiones templadas y cálidas de toda América del Sur y sectores de América Central, y son denominadas comúnmente cabecitas negras, corbatines, jilgueros, caraquitas, turpialines, liberales, naveritos, lúganos, negritos o cardenalitos.

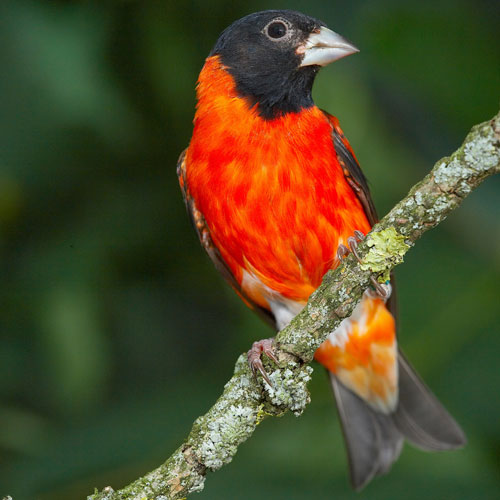
El cardenalito de Venezuela Spinus (Sporagra) cucullatus.

## Taxonomía
Este taxón fue descrito originalmente en el año 1850 por el naturalista, zoólogo, botánico y ornitólogo alemán Heinrich Gottlieb Ludwig Reichenbach. La especie tipo es Sporagra magellanica. Sporagra tiene prioridad sobre Pyrrhomitris Bonaparte 1850, cuya especie tipo es Sporagra cucullata.
La fecha de publicación de Sporagra parece que fue el 1 de junio de 1850. La fecha de publicación de Pyrrhomitris no es tan clara. Bonaparte publicó su "Conspectus generum avium" en secciones, partiendo con la Parte Primera, la cual ya estaba disponible a mediados de junio de 1850, por lo que es probable que fuese publicada un poco antes, quizá antes que la descripción de Reichenbach. Sin embargo, Pyrrhomitris no fue incluido en esa sección I, ni fue siquiera incluida en la primera parte de la sección II, la cual fue publicada alrededor del 15 de octubre de 1850. Al parecer, recién fue hecha en la segunda parte de la sección II, fechada en 10 de noviembre de 1850 pero publicada el 3 de febrero de 1851. Según las normas de la Comisión Internacional de Nomenclatura Zoológica (ICZN), las partes de un trabajo general que son publicadas con distintas fechas deben ser tratadas como publicaciones distintas, por lo que al haber sido Pyrrhomitris publicado en la última parte del 1850 o a principios del 1851 le otorga la prioridad a Sporagra de Reichenbach.
Análisis de ADN, realizados a comienzos del siglo XXI, han sugerido que el grupo de especies de pájaros anteriormente incluidas en el género del Viejo Mundo Carduelis y que habitan en la región Neotropical merecerían ser consideradas como integrantes de un género propio, por lo que Sporagra Reichenbach, 1850 fue resucitado, después de haber pasado más de un siglo en sinonimia, concluyendo que conforman un clado monofilético. A esta última conclusión también arribó un estudio publicado en el año 2015, sobre la base de evidencia filogenética.
Este tratamiento es mencionado en el volumen 15 del Handbook of the birds of the world pero
no fue seguido en las fichas. Una parte de los especialistas había comenzado a emplear a este nombre con un nivel genérico.
El problema es que Sporagra notata fue considerado luego por los especialistas de Norteamérica como perteneciente al género Spinus (es decir, Spinus notatus); además, se comprobó que era la especie hermana del clado sudamericano. Para evitar que el clado de Norteamérica posea un nombre genérico distinto al clado de América del Sur, se incluyó a todo el grupo en un único género: Spinus, ya que al unirlos ambos forman un clado monofilético, poseen un ancestro en común hace cerca de 2 millones de años, exhiben una uniformidad morfológica y ecológica, a lo que se sumaron los conflictos que la especie del Caribe (Spinus dominicensis) generaba al construir árboles para determinar sus afinidades filogenéticas, demostrando que los dos conjuntos son el fruto de una evolución explosiva relativamente reciente. En conclusión, si bien cada uno de los dos grupos posee un cierto nivel de diferenciación genética propia, esta no es lo suficientemente elevada para justificar un reconocimiento genérico por separado.

### Especies
En un sentido amplio Sporagra incluía alrededor de una docena de especies:
- Spinus (Sporagra) atratus - negrito de Bolivia
- Spinus (Sporagra) barbatus - cabecita negra austral
- Spinus (Sporagra) crassirostris- cabecita negra picudo
- Spinus (Sporagra) cucullatus - cardenalito de Venezuela
- Spinus (Sporagra) magellanicus - cabecita negra común o lucerito
- Spinus (Sporagra) notatus - lúgano de pecho negro
- Spinus (Sporagra) olivaceus - lúgano oliváceo
- Spinus (Sporagra) siemiradzkii - lúgano azafranado
- Spinus (Sporagra) spinescens - naverito o turpialí andino
- Spinus (Sporagra) uropygialis - cabecita negra andino
- Spinus (Sporagra) xanthogastrus - corbatín o caraquita
- Spinus (Sporagra) yarrellii - turpialín o liberal

## Descripción
Se trata de aves pequeñas, de 10 a 14 cm de largo total. Los machos cuentan con un plumaje más colorido, haciéndose presentes tonos verdosos con negro en lo dorsal y amarillos en lo ventral, con un capuchón negro que le cubre la cabeza y que puede bajar hacia el pecho en forma de corbata. En las alas muestran una banda alar claramente llamativa en vuelo. Algunas especies son más grises, en otras el tono general es anranjado, y en otras el capuchón se limita a un moño. Las hembras son más pálidas, con tonos más claros o grisáceos, y los amarillos viran al verdoso. Los juveniles son parecidos a la hembra.

## Hábitat
Sus especies habitan en muy variados ambientes, desde el nivel del mar hasta los 5000 m s. n. m., y desde los bosques fríos del extremo sur de América hasta las sabanas de Venezuela, siendo característicos de regiones montañosas de altura, con climas templados o fríos. Algunas especies se han adaptado a vivir en jardines y parques de las ciudades, donde se alimentan de las semillas de árboles exóticos. 